# 雪峰山 (福州)
雪峰山是福建省福州市闽侯县的一座山，为避暑休闲胜地。雪峰山与鼓山、旗山并称为“全闽三绝”。
雪峰山海拨681米，位于陆水湖南岸。主要景点有雪峰寺。